# Cantonul Larche
Cantonul Larche este un canton din arondismentul Brive-la-Gaillarde, departamentul Corrèze, regiunea Limousin, Franța.

## Comune
- Chartrier-Ferrière
- Chasteaux
- Cublac
- Larche (reședință)
- Lissac-sur-Couze
- Mansac
- Saint-Cernin-de-Larche
- Saint-Pantaléon-de-Larche